# Elefantpolo

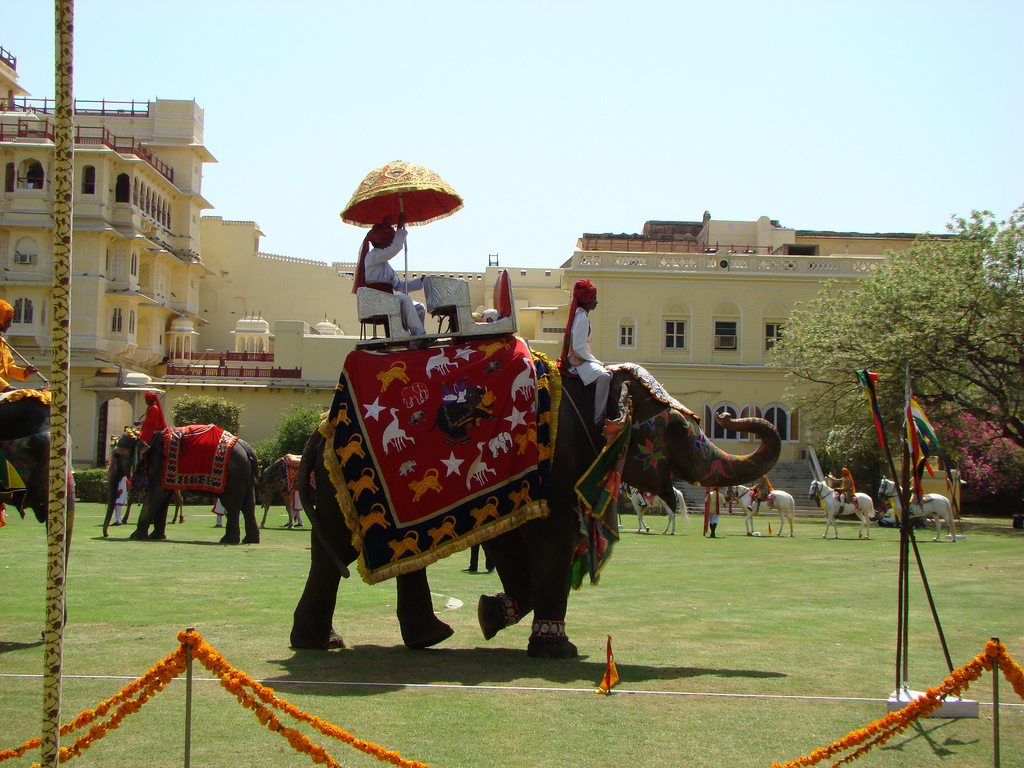
Elefantpolo, Indien

Elefantpolo är en form av polo, spelad mellan ryttare på elefanter. Spelet uppstod kring 1982-1983 och utövas huvudsakligen i Nepal, Indien, Sri Lanka och Thailand.